# Mleczkowo (Ryn)
Mleczkowo (deutsch Reichenhof) ist eine Siedlung (polnisch osada) in der polnischen Woiwodschaft Ermland-Masuren. Sie gehört zur Stadt- und Landgemeinde Ryn (Rhein) im Powiat Giżycki (Kreis Lötzen).

## Geographische Lage
Mleczkowo liegt in der östlichen Mitte der Woiwodschaft Ermland-Masuren, 18 Kilometer südwestlich der Kreisstadt Giżycko (Lötzen) und einen Kilometer nördlich der Stadt Ryn (Rhein).

## Geschichte
Das kleine Gut Reichenhof, das noch bis zum 18. Juni 1874 Abbau Kühl hieß, war bis 1945 ein Wohnplatz in der Stadt Rhein (Ryn). Damit gehörte es zum Kreis Lötzen im Regierungsbezirk Gumbinnen (1905 bis 1945: Regierungsbezirk Allenstein) in der preußischen Provinz Ostpreußen.
In Kriegsfolge kam der kleine Ort 1945 mit dem gesamten südlichen Ostpreußen zu Polen und trägt seither die polnische Ortsbezeichnung „Mleczkowo“. Heute ist die Siedlung eine Ortschaft im Verbund der Stadt- und Landgemeinde Ryn (Rhein) im Powiat Giżycki (Kreis Lötzen), vor 1998 der Woiwodschaft Suwałki, seither der Woiwodschaft Ermland-Masuren zugehörig.

## Religionen
Bis 1945 war Reichenhof in die Evangelische Pfarrkirche Rhein in der Kirchenprovinz Ostpreußen der Kirche der Altpreußischen Union und in die Katholische Pfarrkirche St. Bruno Lötzen im Bistum Ermland eingepfarrt. 
Heute gehört Mleczkowo zur Evangelischen Kirchengemeinde in Ryn in der Diözese Masuren der Evangelisch-Augsburgischen Kirche in Polen sowie zum Pfarrkirche Unbefleckte Empfängnis Mariä in Ryn innerhalb des Bistums Ełk (Lyck) der Römisch-katholischen Kirche in Polen.

## Verkehr
Mleczkowo liegt verkehrsgünstig an der Woiwodschaftsstraße DW 642 am nördlichen Stadtrand von Ryn. Ein Bahnanschluss besteht seit 1971 nicht mehr, als die (Rastenburg–) Reimsdorf–Rhein der einstigen Rastenburger Kleinbahnen mit der Bahnstation Glombowen (1938 bis 1945 Leithof, polnisch Głąbowo) außer Betrieb gesetzt wurde.